# Campo Viera (Misiones)

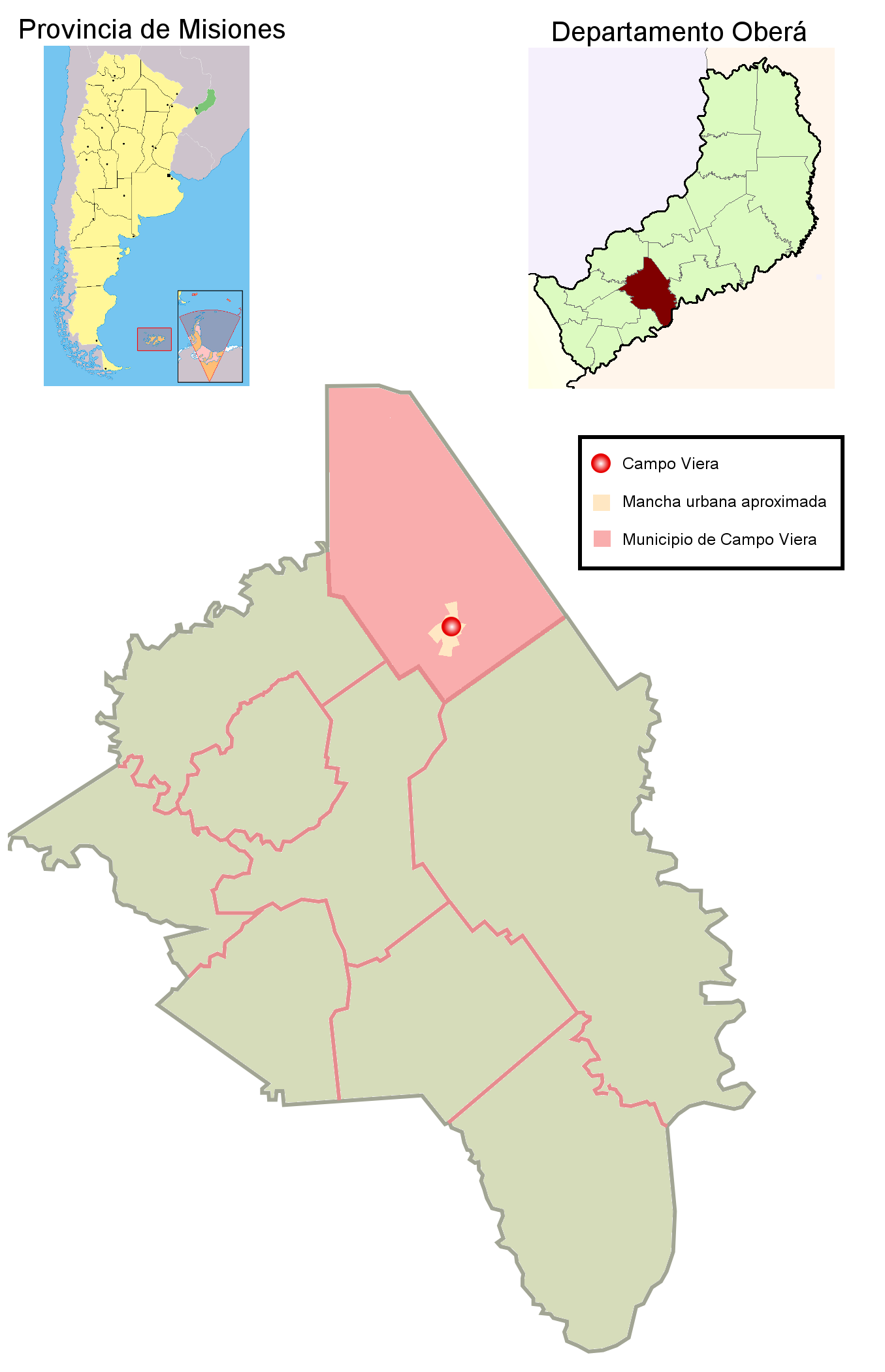
Área del municipio de Campo Viera en la Provincia de Misiones.

Campo Viera es una localidad argentina de la provincia de Misiones, ubicado dentro del departamento Oberá.
Se halla a una latitud de 27° 22' Sur y a una longitud de 55° 02' Oeste. Las plantaciones y la industrialización del té motorizan la economía, al punto que Campo Viera es reconocida como Capital Nacional del Té, festejandose en esta la Fiesta Nacional del Té, Campo Viera, Misiones. Como dato puede mencionarse que dentro de la planta urbana se encuentra la mayor planta de producción industrial de té del mundo, siendo la ITA una de las ex-productoras más afamadas internacionalmente, seguida actualmente por las empresas tealeras "Don Basilio" y "Casa Fuentes".
A la localidad se accede por la ruta Nacional N.º 14, que la comunica con Oberá y Bernardo de Irigoyen. La ruta provincial N.º 6, también asfaltada, la comunica con la localidad de Gobernador Roca, en la intersección con la ruta Nacional N.º 12.
El poblado surgió en 1922 con la llegada de Manuel Viera a las inmediaciones del arroyo Yazá para dedicarse a la explotación clandestina de yerba mate y los montes fiscales. En 1929, las dependencias oficiales se trasladan a orillas de la ruta Nacional N.º 14, que es donde se encuentra el pueblo hoy día. En 1943 se crea la primera Comisión de Fomento de Campo Viera.
El municipio cuenta con una población de 9.228 habitantes, según el censo del año 2001 (INDEC). Es la segunda localidad más poblada del departamento.

## ITA

### Industria Tealera Argentina
El té, planta originaria del Asia, fue introducida en Misiones en el año 1925 por un colono ruso, quien empezó a cultivarla en cercanías de Tres Capones. Horacio Belástegui explica que la producción fue incentivada, luego, por la Estación Experimental de Loreto y que rápidamente se extendió su cultivo a Puerto Bemberg, Campo Viera y otras regiones de la provincia.
En esa misma época arribó al país Francisco Kühnlein, originario de Alemania. En 1939 comenzó a producir plantines de té en un vivero en Campo Viera y cuatro años después instaló el primer secadero en el pueblo. Gracias a un rápido desarrollo de la producción, este emprendimiento fue creciendo y en 1950 se transformó en la Sociedad Industrial Té Argentino SRL, conocida como ITA y cuyos propietarios fueron Francisco y su esposa Marta.
Luisa Kühnlein, nieta del creador de ITA, comentó en un reportaje que le hicieron para el diario El Territorio, que “con el dinero que trajo de allá (por Alemania) levantó la fábrica, con ayuda de unos parientes empezaron con esta actividad”. Para ello, continuó, “debieron tumbar la yerba mate natural que había en la zona para plantar el té”. Según sus recuerdos familiares, su abuelo “trajo la semilla y le dio a los colonos para que la planten en Campo Viera”.
De esta forma, ITA se convirtió en un emprendimiento privado, pero con un fuerte componente colectivo, al transformarse en la principal fuente de trabajo para los habitantes de Campo Viera. Con ese espíritu lo recuerda "Rosi" Peralta, hija de un trabajador de la planta industrial:

“La empresa proveía casa tanto a los empleados estables de la fábrica como a los cosecheros de temporada. Don Francisco y doña Marta fueron dos personas generosas y muy queridas por sus empleados. Las navidades y fiesta de reyes, eran momentos en que los niños, hijos de empleados y obreros veíamos llegar a Papá Noel y a los Reyes Magos con juguetes para todos, no quedaba un solo niño sin su regalito. Allá donde había una madre, un niño enfermo, llegaba el médico o la enfermera enviada por doña Marta para atenderlos y proveerles la medicación que fuere necesaria. La mayoría de las casas estaban construidas en madera y formando grupos como pequeños barrios, en medio de la plantación de té. No faltaba la luz ni el agua corriente. En los alrededores de la fábrica estaba la casa de los dueños, las oficinas de administración, las casas de los empleados administrativos y un club donde los fines de semana se reunían las familias. Recuerdo en particular los bailes de año nuevo y de carnavales, en los que don Francisco contrataba orquestas de renombre, tanto de Buenos Aires como de Brasil y concurrían a esos bailes gente de Posadas, Oberá, Alem, Apóstoles e incluso importantes empresarios y gerentes de bancos de Buenos Aires. Con mis escasos 6 u 8 años, quedaba extasiada mirando el aterrizaje de los pequeños aviones o la entrada de suntuosos vehículos que transportaban a las personas importantes”.
~ Relatos de Doña "Rosi" Peralta ~.

.
Con el correr del tiempo, la empresa se transformó en ITA Agropecuaria Sociedad Anónima, mediante la incorporación de nuevos socios, en especial los hijos y sobrinos de Francisco y Marta. En los momentos de auge de la empresa tealera, llegó a producir 100.000 kilos de té por mes, dedicado, en su mayoría, a abastecer el mercado de Chile, en donde tenía una amplia porción del mercado. Entre 600 y 700 operarios trabajaban en esos momentos de auge. Durante un tiempo, ITA tuvo un local en Posadas, ubicado en Santiago del Estero y San Lorenzo, en donde hoy se encuentra un supermercado.
En la década de 1970, extendió sus exportaciones a Inglaterra e India, dos mercados de alto consumo de té. Para ello, comenzó a empaquetar bajo el sello Té Sol, cuando antes se exportaba a granel o en cajas de madera de 1 y 3 kilos.
Al igual que tantas otras industrias en la Argentina, la década del ’90 y la adopción del neoliberalismo como política económica, desembocó en una profunda crisis que arrastró a ITA hacia la quiebra, ocurrida en 1992.

## Educación

### Instituciones Educativas Primarias
- Esc. N° 489 Tambor de Tacuarí, Campo Viera.
- Esc. N° 687, Campo Viera.
- Esc. N° 895 (EX SAT. Esc. N° 105), Campo Viera.
- Esc. N° 290, Campo Viera.
- Esc. N° 500, Campo Viera.
- Esc. N° 630, paraje "Yazá" Campo Viera.
- Esc. N° 244 JUAN ASENCIO ABIARU
- Esc. N° 282 COLONIA JULIO U. MARTIN
- Esc. N° 36 JOAQUIN VICTOR GONZALEZ
- Esc. N° 105, Campo Viera
- Esc. N° 509 Pedro de Mendoza (ex Esc. N° 109), LOTE 45 COLONIA SEGUIN, Campo Viera

### Instituciones Educativas Secundarias
- Centro Educativo Polimodal N° 41 
Directivo Gladis Mabel Boffa. 
- E.P.E.T. N° 32, Campo Viera.
- E.F.A. Padre José Marx, Campo Viera.
- B.O.P N°3 Guillermo Furlong.

## Iglesias en Campo Viera
-  Iglesia católica: Parroquia San José Obrero-Diócesis de Oberá:  (27°19′52″S 55°03′14″O / -27.3311682, -55.0538532) 
-  Iglesia Adventista del Séptimo Día
-  Templo Bautista "Eben-Ezer":  (27°19′58″S 55°03′24″O / -27.3326741, -55.0565998)
-  Iglesia Asamblea de Dios 248:  (27°19′55″S 55°03′31″O / -27.3319593, -55.0586168)
-  Iglesia Vida Nueva:  (27°19′47″S 55°03′20″O / -27.3297576, -55.0556235)

## Cruces Fluviales
- Arroyo Yazá: (27°21′55″S 55°03′48″O / -27.3654124, -55.0633324)
- A° de la Cruz: (27°18′45″S 55°02′08″O / -27.3124757, -55.035444)
- A° del Medio: (27°20′25″S 55°01′01″O / -27.3401539, -55.0169262)
- A° Ramón: (27°25′08″S 55°04′31″O / -27.4188967, -55.0753451)
- A° Viera: (27°20′04″S 55°04′09″O / -27.3345309, -55.0690469)

- A° Acaraguá: (27°19′03″S 54°58′10″O / -27.3176324, -54.9695399)
- Datos: Q5028465
- Multimedia: Campo Viera (Misiones, Argentina) / Q5028465